# Багиньский, Томаш
То́маш Баги́ньский (пол. Tomasz Bagiński, род. 10 января 1976, Белосток) — польский иллюстратор, аниматор и режиссёр-постановщик анимационных фильмов в жанре чёрного юмора.

## Произведения
Первая лента Багиньского «Дождь» получила несколько местных наград и привела его в компанию en:Platige Image, в которой он ныне работает творческим директором. В период между 1999 и 2002 гг. он работал над короткометражным фильмом «Собор» (en:The Cathedral), который в 2002 г. завоевал первый приз на SIGGRAPH — крупнейшем фестивале анимации и спецэффектов, а годом спустя был номинирован на «Оскар» в категории «лучший короткометражный анимационный фильм».
В 2004 г. создал свой второй короткометражный мультфильм «Искусство падения» (Fallen Art). В 2005 г. получил ещё одну премию на фестивале SIGGRAPH, став единственным деятелем искусства в его истории, получившим два главных приза. Также мультфильм завоевал премию en:BAFTA Award for Best Short Animation и Гран-при за короткометражный цифровой мультфильм на фестивале en:Golden Horse Film Festival в 2005 г. (разделив премию с Яреком Савко и Петром Сикорой). Также создал кинофрагменты для игры «Ведьмак» по мотивам книг А. Сапковского. В 2009 г. поставил короткометражный фильм «Кинематограф» по мотивам комиксов Матеуша Скутника из альбома Revolutions: Monochrome.
В мае 2017 года сервис вещания Netflix, совместно с компаниями Platige Image и Sean Daniel Company, анонсировал сериал по мотивам саги «Ведьмак», режиссёром которого выступит Багиньский. «Ведьмак» должен стать первым серьезным проектом режиссера.
Наряду с собственными проектами, Багиньский работает режиссёром рекламных роликов и театральных постановок. Он публиковал свои статьи во многих коммерческих журналах, от США до Китая и Японии. Помимо кинематографии, занимается иллюстрированием. Автор всех обложек книг Яцека Дукая.

## Фильмография
- Дождь (Rain, 1998)
- Собор (en:The Cathedral, 2002)
- Отмена (Undo, 2002)
- Падшее искусство (Fallen Art, 2004)
- Ведьмак (вступительный ролик к игре) (2007)
- Семь ворот Иерусалима (Seven Gates of Jerusalem, 2009)
- Кинематограф (The Kinematograph, 2010)
- Анимированная история Польши (The Animated History of Poland, 2010)
- Move Your Imagination — EURO 2012 UEFA (2011)
- Ведьмак 2: Убийцы королей (вступительный ролик к игре) (2012)
- Hardkor 44 (2013)
- Cyberpunk 2077 (тизер-трейлер) (2013)[4]
- Легенды польские: Дракон (2015)
- Легенды польские: Твардовский (2015)
- Легенды польские Твардовский 2.0 (2016)
- Легенды польские: Операция Василиск (2016)
- Легенды польские: Яга (2016)
- Ведьмак (2019) — исполнительный продюсер
- В ночь (2020) — исполнительный продюсер
- Рыцари Зодиака (2023) — режиссёр